# 15 مارس
- السبت
- الأحد
- الاثنين
- الثلاثاء
- الأربعاء
- الخميس
- الجمعة

- 11 رمضان 1446  هـ
- 22 رمضان 1446  هـ
- 33 رمضان 1446  هـ
- 44 رمضان 1446  هـ
- 55 رمضان 1446  هـ
- 66 رمضان 1446  هـ
- 77 رمضان 1446  هـ
- 88 رمضان 1446  هـ
- 99 رمضان 1446  هـ
- 1010 رمضان 1446  هـ
- 1111 رمضان 1446  هـ
- 1212 رمضان 1446  هـ
- 1313 رمضان 1446  هـ
- 1414 رمضان 1446  هـ
- 1515 رمضان 1446  هـ
- 1616 رمضان 1446  هـ
- 1717 رمضان 1446  هـ
- 1818 رمضان 1446  هـ
- 1919 رمضان 1446  هـ
- 2020 رمضان 1446  هـ
- 2121 رمضان 1446  هـ
- 2222 رمضان 1446  هـ
- 2323 رمضان 1446  هـ
- 2424 رمضان 1446  هـ
- 2525 رمضان 1446  هـ
- 2626 رمضان 1446  هـ
- 2727 رمضان 1446  هـ
- 2828 رمضان 1446  هـ
- 2929 رمضان 1446  هـ
- 301 شوال 1446  هـ
- 312 شوال 1446  هـ
- 13 شوال 1446  هـ
- 24 شوال 1446  هـ
- 35 شوال 1446  هـ
- 46 شوال 1446  هـ

15 مارس أو 15 آذار أو يوم 15 \ 3 (اليوم الخامس عشر من الشهر الثالث) هو اليوم الرابع والسبعون (74) من السنة البسيطة، أو اليوم الخامس والسبعون (75) من السنوات الكبيسة وفقًا للتقويم الميلادي الغربي (الغريغوري). يبقى بعده 291 يوما لانتهاء السنة.

## أحداث
- 632 - النبي محمد يخرج من مكة متجهًا نحو المدينة المنورة بعدما أتم مناسك الحج فيما عرف باسم حجة الوداع.
- 1498 - المستكشف البرتغالي فاسكو دا غاما يصل إلى مدغشقر ضمن حملته للوصول إلى الهند بحرًا.
- 1907 - الحكومة الفنلندية تمنح المرأة حق التصويت في الانتخابات لتصبح أول دولة في أوروبا تعطي المرأة هذا الحق.
- 1917 - إحدى قطعات الجيش العثماني تصل إلى خانقين منسحبة من بغداد بعد دخول القوات البريطانية إليها، حيث أخفق «خليل باشا» في إعداد خنادق تمتد من الكوت إلى بغداد ليحتمي بها جيشه.
- 1922 -
  - إعلان استقلال مصر بموجب تصريح 28 فبراير الصادر من طرف بريطانيا.
  - فؤاد الأول بن الخديوي إسماعيل يعلن تغيير نظام الحكم من سلطنة إلى مملكة ويغير لقبه من السلطان فؤاد إلى الملك فؤاد الأول.
- 1939 - زواج شقيقة ملك مصر فاروق الأول الأميرة فوزية من ولي عهد إيران محمد رضا بهلوي.
- 1951 - الحكومة الإيرانية برئاسة الدكتور محمد مصدق تقرر تأميم صناعة النفط والتي كانت خاضعة لسيطرة الشركات الأمريكية.
- 1968 - جمهورية اليمن الديمقراطية الشعبية تشهد تمرد سياسي بعد أقل من عام على استقلالها.
- 2009 - افتتاح السفارة اللبنانية في العاصمة السورية دمشق، لتكون هناك سفارة لبنانية في سوريا للمرة الأولى منذ استقلال البلدين.
- 2011 -
  - إندلاع الاحتجاجات في سوريا ضد نظام الرئيس بشار الأسد.
  - ملك مملكة البحرين حمد بن عيسى يعلن حالة الطوارئ لمدة ثلاثة شهور ويكلف قائد قوة الدفاع باتخاذ كل التدابير اللازمة لحماية سلامة البلاد والمواطنين، وذلك بعد يوم من دخول قوات درع الجزيرة للبحرين إثر إندلاع الاحتجاجات المناهضة للحكومة.
  - انتخاب المطران بشارة الراعي بطريركًا للكنيسة المارونية خلفًا للبطريرك نصر الله بطرس صفير، ليكون بذلك البطريرك السابع والسبعون للكنيسة.
- 2016 - أندرو وايلز يفوز بجائزة أبيل لإثباته لمبرهنة فيرما الأخيرة.
- 2017 -
  - ملك المغرب محمد السادس يعفي عبد الإله ابن كيران من رئاسة الحكومة بعد فشله في تشكيلها خلال 5 أشهر من تاريخ الانتخابات.
  - وقوع عدة تفجيرات انتحارية في العاصمة السورية دمشق، أسفرت عن مقتل 40 شخصاً وإصابة حوالي 120.
- 2019 -
  - إعصار إيداي يضرب الجانب الشرقي من أفريقيا الجنوبية ويتسبب بِرياحٍ وفيضاناتٍ هائلة في كُلٍ من موزمبيق وزيمبابوي ومالاوي وجنوب أفريقيا ومدغشقر، ويُؤدي إلى مقتل 205 أشخاص على الأقل.
  - هُجُومٌ إرهابي بِسلاحٍ ناريّ على مسجد النور في مدينة كرايستشيرش النيوزيلنديَّة يودي بِحياة 50 من المُصلّين وجرح أكثر من 50 آخرين.
- 2021 - مجلس الشيوخ الأمريكي يصادق على تعيين ديب هالاند وزيرة للداخلية، لتصبح أول وزيرة من سكان أمريكا الأصليين.
- 2022 - فوز سردار بردي محمدوف بنسبة 72.97% من الأصوات في الانتخابات الرئاسية المبكرة، ليخلُف والده في حكم تركمانستان.

## مواليد
- 1767 - أندرو جاكسون، رئيس الولايات المتحدة السابع.
- 1779 - وليام لامب، رئيس وزراء المملكة المتحدة.
- 1830 - بول فون هايس، كاتب ألماني حاصل على جائزة نوبل في الأدب عام 1910.
- 1854 - إميل فون بهرنغ، طبيب ألماني حاصل على جائزة نوبل في الطب عام 1901.
- 1878 - رضا بهلوي، شاه إيران.
- 1887 - لطفي قيردار، طبيب عسكري وسياسي عثماني.
- 1902 - يوسف شخت، مستشرق ألماني.
- 1920 - إدوارد دونال توماس، طبيب أمريكي حاصل على جائزة نوبل في الطب عام 1990.
- 1928 - رفعت جبريل، رئيس المخابرات العامة المصرية.
- 1930 -
  - شادي عبد السلام، مخرج مصري.
  - جوريس ألفيروف، عالم فيزياء روسي حاصل على جائزة نوبل في الفيزياء عام 2000.
- 1935 -
  - جيمي سواجارت، مبشر وقس أمريكي.
  - نبيل العربي، أمين عام جامعة الدول العربية، ووزير خارجية مصري أسبق.
- 1940 - إبراهيم الصلال، ممثل كويتي.
- 1941 - إسماعيل عبد الحافظ، مخرج مصري.
- 1943 -
  - ذي آيرون شيك، مصارع إيراني يلقب بالشيخ الحديدي.
  - فيروز، ممثلة مصرية.
- 1945 - نباهت جهره، ممثلة تركية.
- 1946 - خزنة بورسلي، شاعرة كويتية.
- 1953 - صباح الخالد الحمد الصباح، ولي عهد الكويت.
- 1957 -
  - شعبان عبد الرحيم، مغني مصري.
  - فيكتور مونيوز، لاعب كرة قدم إسباني.
- 1962 - ماركوس ميرك، حكم كرة قدم ألماني.
- 1969 - كيم ريفر، ممثلة أمريكية.
- 1975 -
  - إيفا لانغوريا، ممثلة أمريكية.
  - فؤاد العاشوري، شاعر عربي إيراني.
- 1978 -
  - رامي صبري، مغني مصري.
  - لقاء الخميسي، ممثلة مصرية.
  - منى شداد، ممثلة كويتية.
- 1981 - ميكائيل فورسيل، لاعب كرة قدم فنلندي.
- 1985 - كورتيس ديفيز، لاعب كرة قدم إنجليزي.
- 1989 - دانة جبر، ممثلة سورية.
- 1993 - عليا بهات، ممثلة هندية.

## وفيات
- 44 ق.م - يوليوس قيصر، قائد روماني.
- 1431 - محمد بن حمزة الفناري، فقيه وقاضي شرعي ومفسر عثماني.
- 1962 -
  - مولود فرعون، كاتب جزائري.
  - آرثر كومبتون، عالم فيزياء أمريكي حاصل على جائزة نوبل في الفيزياء عام 1927.
- 1975 - أرسطو أوناسيس، ملياردير يوناني.
- 1997 -
  - صالح عبد الملك الصالح، معلم ووزير كويتي.
  - فيكتور فازاريلي، رسام فرنسي.
- 2004 - جون بوبل، عالم كيمياء إنجليزي حاصل على جائزة نوبل في الكيمياء عام 1998.
- 2007 - سعدون حمادي، سياسي عراقي.
- 2009 - عبد الرحمن خليفاوي، رئيس وزراء سوري أسبق.
- 2010 - كاظم السماوي، شاعر عراقي.
- 2014 - وفيق الزعيم، ممثل سوري.
- 2021 - عادل هاشم، ممثل ومخرج مصري.

## أعياد ومناسبات
- اليوم الدولي لمكافحة كراهية الإسلام (الإسلاموفوبيا).
- اليوم العالمي لمناهضة تعسف الشرطة.
- اليوم الوطني في المجر.
- يوم الدستور في بيلاروسيا.
- مهرجان هونين في اليابان.
- عيد الخليقة (البرونايا) عند الصابئة المندائيين.
- ذكرى الثورة السورية.

## وصلات خارجية
- وكالة الأنباء القطريَّة: حدث في مثل هذا اليوم.
- النيويورك تايمز: حدث في مثل هذا اليوم.
- BBC: حدث في مثل هذا اليوم.